# وجه گزاره و وجه شیء
وجه گزاره و وجه شیء (به لاتین: de dicto و de re) دو عبارت هستند که برای نشان دادن تمایز در گزاره‌های مفهومی به کار می‌روند و با عملگرهای مفهومی در اغلب این نوع گزاره‌ها مرتبط هستند. به طور معمول، تمایز بین وجه گزاره و وجه شیء در حوزه‌های متافیزیک تحلیلی و فلسفه زبان مورد استفاده قرار می‌گیرد.
ترجمه تحت‌اللفظی عبارت de dicto «درباره‌ی آنچه گفته می‌شود» بوده، و de re به معنای «درباره‌ی شیء» برگردانده می‌شود. دانستن معنای اصلی این اصطلاحات در زبان لاتین، به روشن شدن وجه‌تسمیه این عبارات و فهم کارکرد اصلی‌شان، کمک می‌کند. این تمایز را می‌توان با نمونه‌هایی از ساحت‌های مفهومی‌ای درک کرد که سه مورد از آن‌ها در اینجا مورد بررسی قرار می‌گیرد: ساحت تفکر، ساحت میل، و ساحت وجهی.

## ساحت تفکر
از جمله‌ی "پیتر معتقد است کسی قصد آسیب رساندن به او را دارد" دو تعبیر متفاوت می‌توان داشت:
در تعبیر وجه گزاره‌ای، مقصد لفظ «کسی» نامشخص است و به عبارتی در این تعبیر، پیتر دچار یک پارانویای عمومی است؛ او معتقد است که این گزاره که فردی قصد آسیب رساندن به او را دارد، صحیح است، اما لزوماً هیچ اعتقادی درباره اینکه این شخص ممکن است چه کسی باشد، ندارد. آنچه پیتر باور دارد این است که محمول «کسی قصد آسیب رساندن به پیتر را دارد» محقق می‌شود.
در تعبیر وجه شیءای، مقصد لفظ «کسی» مشخص است و به فرد خاصی اشاره دارد. شخص خاصی در ذهن پیتر وجود دارد و پیتر معتقد است که آن شخص قصد آسیب رساندن به او را دارد.
در بستر بررسی تفکرات و اندیشه‌ها، این تمایز به ما کمک می‌کند تا توضیح دهیم چگونه افراد می‌توانند باورهایی داشته باشند که ظاهراً خودمتناقض هستند. به عنوان مثال، فرض کنید لوئیز لین معتقد است کلارک کنت از سوپرمن ضعیف‌تر است. از آنجایی که کلارک کنت همان سوپرمن است، اگر این باور را در وجه شیءای در نظر بگیریم، باور لوئیز غیرقابل دفاع است؛ نام‌های «کلارک کنت» و «سوپرمن» به یک فرد در جهان اشاره دارند و یک انسان (یا حتی ابرانسان، مانند سوپرمن) نمی‌تواند از خودش قوی‌تر باشد. اما، اگر این باور را در وجه گزاره‌ای بفهمیم، این باور می‌تواند باوری کاملاً منطقی باشد، زیرا لوئیز از اینکه کلارک و سوپرمن یکی هستند، آگاه نیست.

## ساحت میل
عبارت "ژاله می‌خواهد با بلندقدترین مرد شهر اصفهان ازدواج کند" را می‌توان به دو صورت وجه گزاره‌ای یا وجه شیءای خواند؛ که هر کدام معانی متفاوتی خواهند داشت؛ یک تعبیر این است که ژاله می‌خواهد با بلندقدترین مرد شهر اصفهان ازدواج کند، هر کس که می‌خواهد باشد. در این تعبیر، آنچه گزاره به ما می‌گوید این است که ژاله یک میل نامشخص دارد؛ آنچه او آرزو می‌کند این است که عبارت «ژاله با بلندقدترین مرد شهر اصفهان ازدواج می‌کند» صحیح باشد. این میل به آن وضعیت معطوف است، صرف‌نظر از اینکه آن وضعیت چگونه محقق شود.اما تعبیر دیگر این است که ژاله می‌خواهد با مرد خاصی ازدواج کند، که از قضا او بلندقدترین مرد شهر اصفهان است. میل او معطوف به آن مرد خاص است، و او آرزو دارد که خودش را با آن شخص خاص ازدواج کرده ببیند. تعبیر اول، تعبیر وجه گزاره‌ای است، زیرا میل ژاله به ترکیب کلمات "بلندقدترین مرد شهر اصفهان" مربوط می‌شود، و تعبیر دوم، تعبیر وجه شیءای است، زیرا میل ژاله به مردی مربوط می‌شود که آن کلمات به طور خاص به او اشاره دارند.
راه دیگری برای درک این تمایز این است که بپرسیم اگر یک مهاجر ۲.۷ متری به شهر اصفهان نقل مکان می‌کرد، آنگاه ژاله چه می‌خواست:
- اگر او همچنان می‌خواست با همان مرد (مرد قبلی) ازدواج کند – و این را به عنوان عدم تغییر در خواسته‌هایش تلقی می‌کرد – آنگاه می‌توان دریافت که او گزاره‌ی اصلی را در وجه شیءای در نظر گرفته بود.

- اگر او دیگر نمی‌خواست با آن مرد ازدواج کند بلکه در عوض می‌خواست با بلندقدترین مرد جدید شهر اصفهان ازدواج کند، و این را در امتداد میل قبلی خود می‌دانست، آنگاه او گزاره اصلی را در وجه گزاره‌ای در نظر گرفته بود.

## ساحت وجهی
تعداد عناصر شیمیایی کشف‌شده ۱۱۸ عدد است. جمله «تعداد عناصر شیمیایی لزوماً (ضرورتاً) بیشتر از ۱۰۰ است» را در نظر بگیرید؛ باز هم، دو تعبیر بر اساس تمایز وجه گزاره و وجه شیء وجود دارد:
- تعبیر وجه گزاره‌ای {\displaystyle \Box \exists {N_{chem}}(N_{chem}>100)} بیان می‌کند که در سایر جهان‌های ممکن قابل دسترس، حتی اگر سازوکار درونی اتم می‌توانست متفاوت باشد (به طوری که {\displaystyle N_{chem}} مقادیر متفاوتی داشته باشد)، تعداد عناصر همچنان نمی‌توانست ۱۰۰ یا کمتر باشد.

- تعبیر وجه شیءای {\displaystyle \exists {N_{chem}}\Box (N_{chem}>100)} بیان می‌کند که سازوکارهای درونی اتم همان است که هست ({\displaystyle N_{chem}=118} در تمام جهان‌های ممکن قابل دسترس)، و عدد ۱۱۸ بزرگتر از ۱۰۰ است.

مثال دیگر: «رئیس‌جمهور ایران در سال ۱۳۸۸ نمی‌توانست میرحسین باشد.»
- تعبیر وجه گزاره‌ای {\displaystyle \Box \exists {Pres_{1388}}(Pres_{1388}\neq MirH)} بیان می‌کند که در سایر جهان‌های ممکن قابل دسترس، حتی اگر نتیجه انتخابات ۸۸ می‌توانست متفاوت باشد، رئیس‌جمهور ایران در سال همچنان نمی‌توانست میرحسین باشد. این ادعا نادرست به نظر می‌رسد؛ احتمالاً، در برخی دیگر از جهان‌های ممکن قابل دسترس که اقبال مردم، به طور قطعی، به میرحسین بیشتر بود، میرحسین می‌توانست رئیس‌جمهور ایران در سال ۸۸ در آن جهان ممکن باشد.

- تعبیر وجه شیءای {\displaystyle \exists {Pres_{1388}}\Box (Pres_{1388}\neq MirH)} بیان می‌کند که رئیس‌جمهور ایران در سال ۸۸ همان کسی است که هست، و او احمدی‌نژاد در تمام جهان‌های ممکن قابل دسترس است، و احمدی‌نژاد نمی‌توانست میرحسین باشد.